# Carole Hayman
Carole Hayman (Leeds, 1945) è una scrittrice, sceneggiatrice, giornalista e attrice britannica.

## Biografia
Laureata all'Università di Leeds e alla Old Vic Theatre School di Bristol, ha lavorato in varie compagnie teatrali come dirigente.
È nota per la sua trilogia The Warfleet Chronicles, composta dai romanzi Missing (1998), Greed, Crime, Sudden Death (1998) e Connections (2002). Ha anche ideato la serie Ladies of Letters, andata in onda su BBC Radio 4.